# Josep Garcia i Humet
Josep Garcia i Humet   (Terrassa, 13 de juny de 1864 - Terrassa, 3 de febrer de 1915) va ser un destacat polític i industrial de Terrassa. L'any 1889 va assumir el càrrec de secretari general de la Cambra de Comerç, i el 1897 va ser nomenat president de l'Institut Industrial, càrrec que va mantenir fins a la primera dècada del segle xx. A més, va exercir com a president de la Junta Directiva del Condicionament Terrassenc i del Seguro Tarrasense contra los Accidentes del Trabajo. Va ser elegit regidor el 1909 i va ocupar l’alcaldia de Terrassa de 1910 a 1911.
Fill de l'industrial Antoni Garcia Albi, originari de Manresa, va estudiar al Reial Col·legi Terrassenc, on obtingué el títol de Pèrit Mercantil. Fou secretari de la Cambra de Comerç (1889-1893) i, en fou el seu representant a l’Assemblea de Cambres de Saragossa, el 1899.
Fou el principal organitzador del “salisme” i era membre del Partit Conservador. La seva empresa, Casa Garcia e hijos, va viure una vaga molt dura, sostinguda per totes les societats obreres locals.
El 1905 va publicar l'article "Nuestra industria lanera" a la revista Egara, on analitzava la necessitat d'obrir nous mercats per als productes tèxtils després de la pèrdua del mercat de les Antilles i donada la insuficiència del mercat interior per absorbir l'increment de producció generat per les noves tecnologies.
El seu retrat figura des de 1964 en la Galeria de Terrassencs Il·lustres.